# ペドロ・ゲバラ
ペドロ・ゲバラ（Pedro Guevara、1989年6月7日 - ）は、メキシコのプロボクサー。シナロア州マサトラン出身。元WBC世界ライトフライ級王者。元WBC世界スーパーフライ級暫定王者。世界2階級制覇王者。
弟はプロボクサーのアルベルト・ゲバラ。

## 来歴

### ライトフライ級
2008年3月15日、シナロア州エル・ドラドでデビュー戦を行い、2回58秒TKO勝ちを収めデビュー戦を勝利で飾った。
2010年12月18日、バハ・カリフォルニア州ティフアナのアグアカリエンテ競馬場でカルルイス・ディアスとWBC世界ライトフライ級シルバー王座決定戦を行い、3回2分11秒KO勝ちを収め王座獲得に成功した。
2011年5月28日、シナロア州マサトランでマリオ・ロドリゲスと対戦し、三者三様の12回1-1(116-111、114-114、112-116)の判定で引き分けとなり初防衛に成功した。
2011年10月22日、シナロア州グアサベのヒムナシオ・ルイス・エストラーダ・メディナでホルレ・エストラーダとNABF北米ライトフライ級王座決定戦を行い、7回2分17秒TKO勝ちを収め王座獲得に成功した。
2011年12月10日、バハ・カリフォルニア州メヒカリのカラフィア闘牛場でマヌエル・ヒメネスと対戦し、ヒメネスが左拳の負傷を理由に棄権を申し出た為、ヒメネスの5回終了時棄権によるTKO勝ちを収めNABF王座初防衛に成功した。
2012年5月19日、ナヤリット州テピクのモヌメンタル闘牛場でホセ・グアダルーペ・マルティネスと対戦し、3-0の判定勝ちを収め2度目の防衛に成功した。
2012年8月4日、シナロア州マサトランのセントロ・デ・コンベンシオネスでIBF世界ライトフライ級王者ジョンリル・カシメロと対戦し、初回にプロ初ダウンを奪われ、12回1-2(111-116、113-114、114-113)の判定負けを喫し王座獲得に失敗した。
2013年3月30日、シナロア州グアサベにあるエスタディオ・フランシスコ・カランサ・リモンでラウル・ガルシアとWBC世界ライトフライ級シルバー王座決定戦を行い、12回2-1(115-113、114-113、113-114)の判定勝ちを収め王座返り咲きに成功した。
2013年7月20日、キンタナ・ロー州プラヤ・デル・カルメンでマリオ・ロドリゲスと再戦し、12回3-0(120-108、119-110、118-110)の判定勝ちを収め初防衛に成功した。
2014年12月30日、東京体育館で井上尚弥の王座返上に伴うWBC世界ライトフライ級王座決定戦を元2階級制覇王者の八重樫東と行い、2回に右ストレートで右目蓋をカットする場面があったが、左ボディでダウンを奪い、そのまま八重樫に初のカウンテッドアウト。7回2分45秒KO勝ちを収め王座獲得に成功した。
2015年4月11日、WBC世界ライトフライ級14位のリチャード・クラベラスと対戦し、左ボディでダウンを奪い、立ち上がる素振りを見せないクラベラスを見てレフェリーはカウントをストップ。初回2分31秒TKO勝ちを収め初防衛に成功した。試合後OPBF東洋太平洋ライトフライ級王者ジョナサン・タコニングと指名試合を行うよう通達を受けた。
2015年7月4日、シナロア州マサトランのセントロ・デ・ウソス・ムルティプレスでWBCインターナショナルライトフライ級王者でWBC世界ライトフライ級1位のガニガン・ロペスと対戦し、12回3-0（116-112×2、117-111）の判定勝ちを収め2度目の防衛に成功した。
2015年8月5日、WBCはゲバラを2015年8月度の月間MVPに選出した。
2015年11月28日、仙台市のゼビオアリーナ仙台で元日本ライトフライ級王者でWBC世界ライトフライ級3位の木村悠と対戦し、12回1-2(117-111、113-115×2)の判定負けで3度目の防衛に失敗し王座から陥落した。
2017年10月22日、両国国技館でWBC世界ライトフライ級王者の寺地拳四朗と対戦し、12回0-2（113-115、112-116、114-114）の判定負けを喫し王座返り咲きに失敗した。

### スーパーフライ級
2023年11月17日、ウズベキスタン・タシュケントのフーモ・アリーナで元WBC世界スーパーフライ級王者でWBC世界スーパーフライ級2位のカルロス・クアドラスとWBC世界スーパーフライ級暫定王座決定戦を行い、12回1-2（115-111、110-116、111-115）の判定負けを喫し暫定王座獲得と2階級制覇に失敗した。
2024年5月12日、西オーストラリア州パースのRACアリーナでクアドラスの暫定王座返上に伴い元WBA世界スーパーフライ級レギュラー王者でWBC世界同級4位のアンドリュー・モロニーとWBC世界スーパーフライ級暫定王座決定戦を行い、12回2-1（115-113×2、113-116）の判定勝ちを収め王座を獲得した。
2024年11月9日、フィラデルフィアのウェルズ・ファーゴ・センターでWBC世界スーパーフライ級王者のジェシー・ロドリゲスと団体内王座統一戦を行い、3回2分47秒TKO負けを喫し団体内王座統一に失敗した.。

## 獲得タイトル
- WBC世界ライトフライ級シルバー王座
- NABF北米ライトフライ級王座
- WBC世界ライトフライ級王座（防衛2）
- WBC世界スーパーフライ級暫定王座（防衛0）